# Madrasa Kukeldash (Tashkent)
La Madrasa Kukeldash è una madrasa medievale a Tashkent, che si trova vicino al bazar Chorsu e alla stazione della metro Chorsu. È stato costruito intorno al 1570 dalla dinastia dei governanti shaybanidi.
La madrasa è costruita in mattoni gialli ed ha una tradizionale forma quadrata con un grande portale e un cortile interno. Le pareti intorno al cortile interno contengono delle cellule abitate dagli studenti. Il portale è alto 20 metri e possiede ai lati due torri.
Nel 1830-1831 il primo piano della madrasa è stata demolito, e i mattoni sono stati usati per costruire la vicina Madrasa Beklarbegi. Essa è stata poi restaurata. La madrasa è stata danneggiata dal terremoto nel 1868 e successivamente ricostruita nel 1902-1903. È stata ricostruita di nuovo nel 1950 e divenne uno dei pochi edifici religiosi che sono sopravvissuti al sisma del 1966.
La madrasa è stata convertita in un caravanserraglio nel XVIII secolo, poi è servita come una fortezza. Nel XX secolo divenne un museo, prima dell'ateismo e più tardi della musica popolare. Nel 1990, l'edificio è stato ancora una volta trasformato in una madrasa.

## Galleria d'immagini

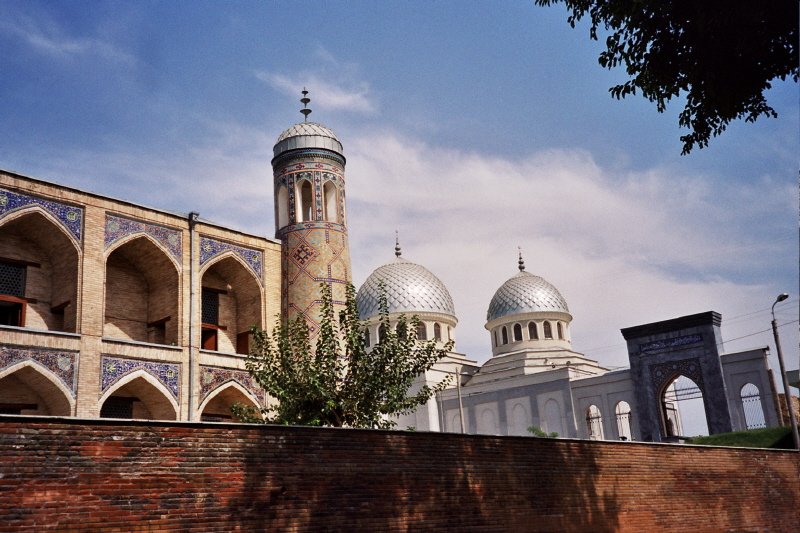
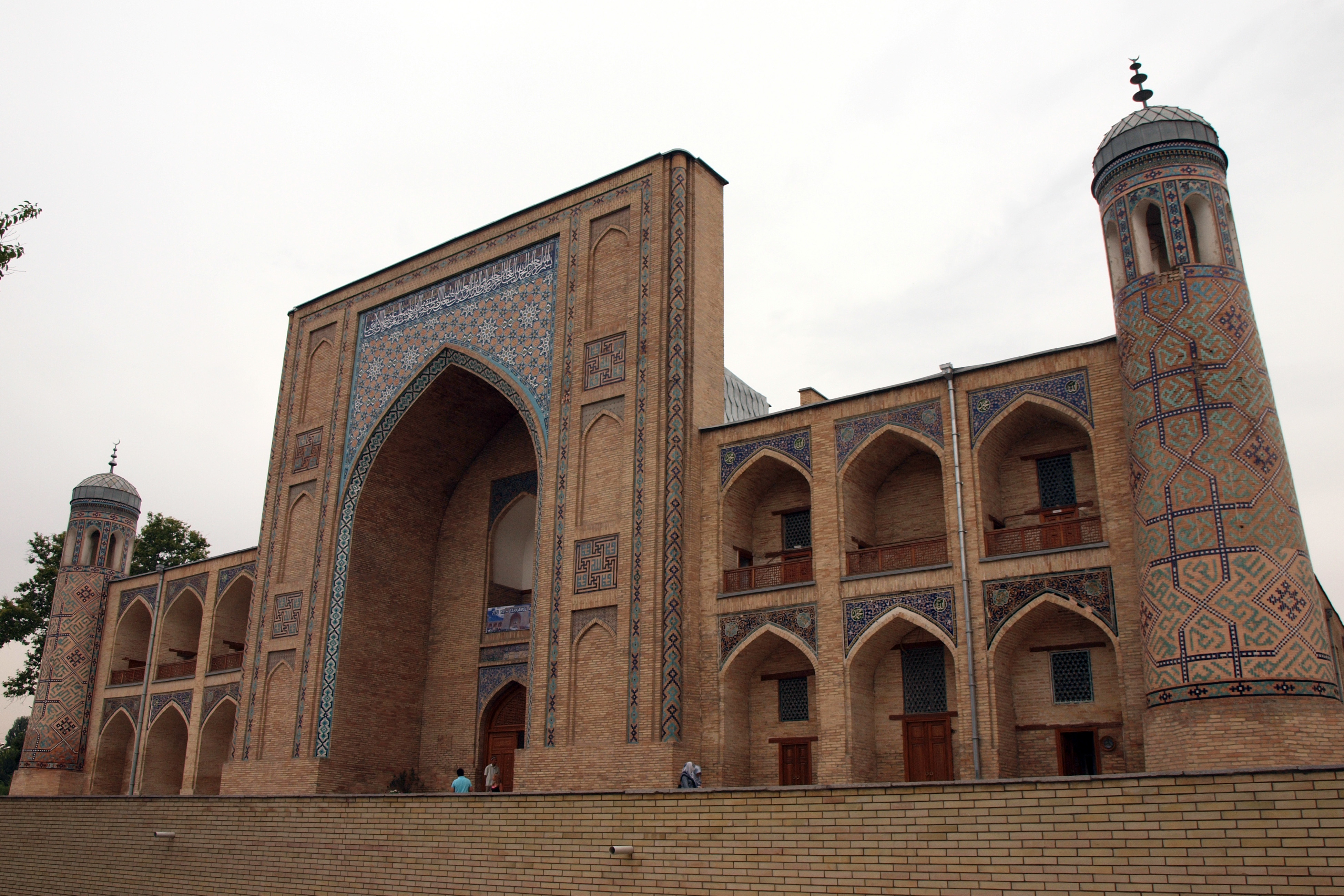
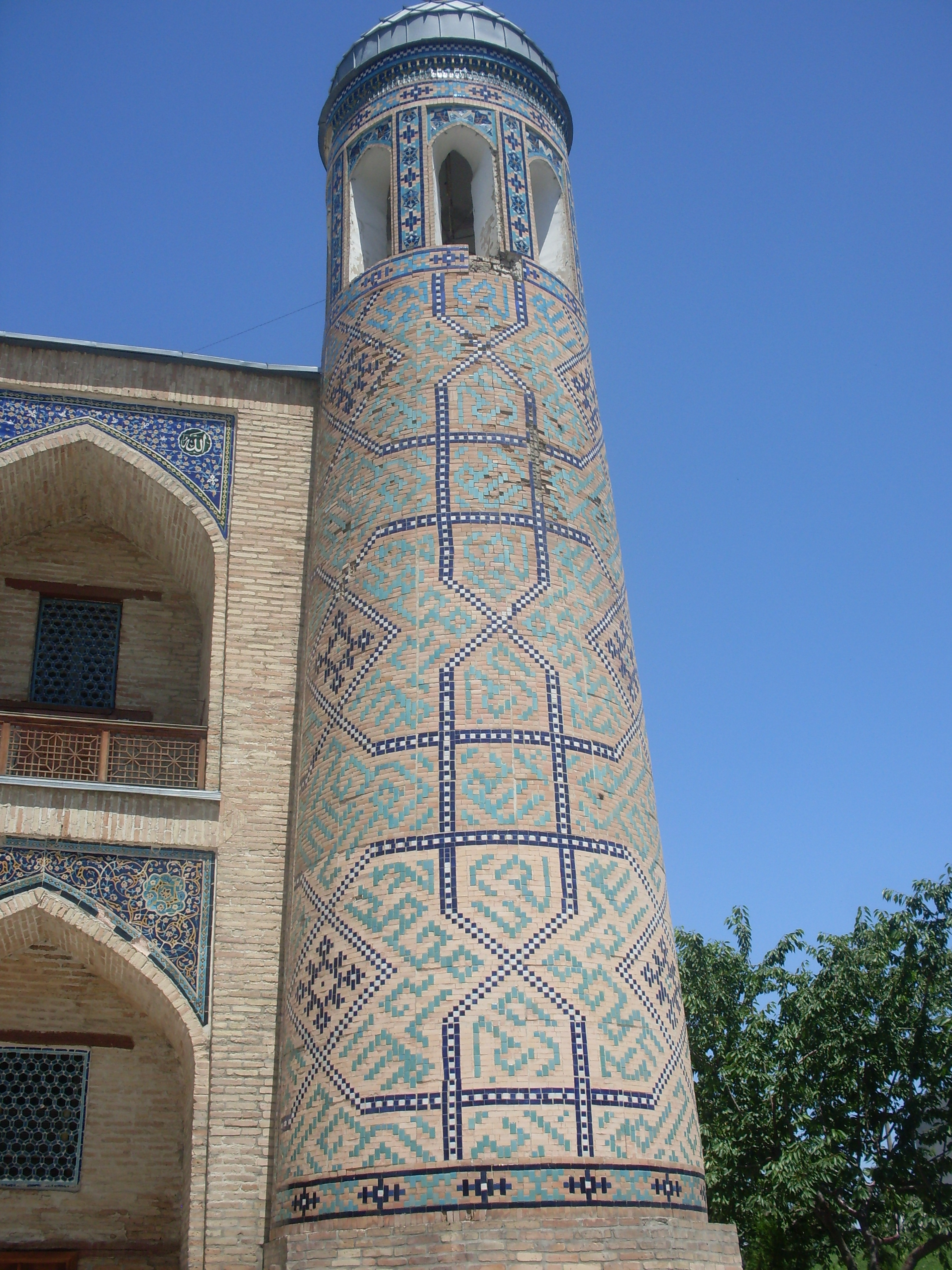